# Мурина
Мурина (лат. Murena helena) је риба из породице мурине (Murenidae) (са коштаним скелетом (кошљориба) и несавитљивим, коштаним жбицама у леђном и аналном перају (тврдоперки)).

## Опис
Опасна риба снажног угриза и отровне крви. Боје је смеђе, жуте или беличасте. По читавом телу је тамносмеђе до црно измрљана. Може да нарасте до 1,30 m у дужину, а маса јој може бити и до 15 kg. Живи на каменитом терену, ноћни је ловац и стрвинар, а дан проводи одмарајући се у рупама из којих јој најчешће вири глава.